# Лентфёрден
Лентфёрден (нем. Lentföhrden) — община в Германии, в земле Шлезвиг-Гольштейн. 
Входит в состав района Зегеберг. Подчиняется управлению Кальтенкирхен-Ланд.  Население составляет 2312 человек (на 31 декабря 2010 года). Занимает площадь 20,07 км².